# Novo Selo Rok
Novo Selo Rok (maďarsky Rókusújfalu) je rozsáhlá vesnice v Chorvatsku v Mezimuřské župě, spadající pod opčinu města Čakovec. Nachází se asi 5 km severovýchodně od Čakovce a asi 105 km severovýchodně od Záhřebu. V roce 2021 zde žilo 1 320 obyvatel.
Nachází se zde kostel svatého Rocha, dvě hřiště a základní škola. Procházejí tudy dvě neklasifikované městské silnice GC09 a GC23, z nich byla GC09 dříve klasifikovaná jako župní silnice Ž2017. Prochází tudy rovněž železniční trať a nachází se zde zastávka. Sídlí zde fotbalový klub NK Omladinac.
Novo Selo Rok je silničně propojeno se sídly Krištanovec, Mihovljan a Sivica, nezpevněnou cestou je rovněž spojeno s vesnicí Gornji Kraljevec.

## Historie
Vesnice Novo Selo Rok vznikla spojením čtyř vesnic – Novo Selo (dříve Janko Selo), Sveti Rok (v období komunistického režimu pouze Rok), Mali Rok a Novi Rok. Historie zdejšího kostela svatého Rocha začíná v roce 1681. Tehdy probíhala morová epidemie a obyvatelstvo okolních vesnic se modlilo za přímluvu ke svatému Rochovi, který je patronem proti moru. Po skončení epidemie byla na znamení vděčnosti v roce 1686 postavena na vrcholu kopce postavena kaple zasvěcená svatému Rochovi. Obyvatelé Mezimuří sem každoročně dne 16. srpna, na svátek svatého Rocha, podnikali poutě. Kaple byla pro rostoucí počet věřících příliš malá, takže se farář Ivan Dolar z Mihovljanu rozhodl ji rozšířit, a kaple tak byla v letech 1750 – 1760 rozšířena o dnešní boční loď kostela. Zvonice byla dokončena v roce 1768. V roce 1779 byla postavena sakristie a sál sloužící k náboženské výuce.
Ještě v roce 1857 se Novo Selo Rok nazývalo jako Janko Selo. V roce 2001 zde žilo 1 476 obyvatel ve 424 domech.

## Počet obyvatel
| Počet obyvatel v letech 1857 – 2021 | Počet obyvatel v letech 1857 – 2021 | Počet obyvatel v letech 1857 – 2021 | Počet obyvatel v letech 1857 – 2021 | Počet obyvatel v letech 1857 – 2021 | Počet obyvatel v letech 1857 – 2021 | Počet obyvatel v letech 1857 – 2021 | Počet obyvatel v letech 1857 – 2021 | Počet obyvatel v letech 1857 – 2021 | Počet obyvatel v letech 1857 – 2021 | Počet obyvatel v letech 1857 – 2021 | Počet obyvatel v letech 1857 – 2021 | Počet obyvatel v letech 1857 – 2021 | Počet obyvatel v letech 1857 – 2021 | Počet obyvatel v letech 1857 – 2021 | Počet obyvatel v letech 1857 – 2021 | Počet obyvatel v letech 1857 – 2021 |
| ----------------------------------- | ----------------------------------- | ----------------------------------- | ----------------------------------- | ----------------------------------- | ----------------------------------- | ----------------------------------- | ----------------------------------- | ----------------------------------- | ----------------------------------- | ----------------------------------- | ----------------------------------- | ----------------------------------- | ----------------------------------- | ----------------------------------- | ----------------------------------- | ----------------------------------- |
| 1857                                | 1869                                | 1880                                | 1890                                | 1900                                | 1910                                | 1921                                | 1931                                | 1948                                | 1953                                | 1961                                | 1971                                | 1981                                | 1991                                | 2001                                | 2011                                | 2021                                |
| 168                                 | 330                                 | 413                                 | 429                                 | 444                                 | 498                                 | 588                                 | 809                                 | 978                                 | 965                                 | 1 011                               | 1 113                               | 1 271                               | 1 443                               | 1 476                               | 1 441                               | 1 320                               |

## Sousední obce
| Růžice kompasu | Krištanovec | Gornji Kraljevec | Sivica | Růžice kompasu |
| Růžice kompasu | Mačkovec    | Sever            | Belica | Růžice kompasu |
| Růžice kompasu | Mačkovec    | Novo Selo Rok    | Belica | Růžice kompasu |
| Růžice kompasu | Mačkovec    | Jih              | Belica | Růžice kompasu |
| Růžice kompasu | Mihovljan   | Pribislavec      |        | Růžice kompasu |